# Saeid Mohammadpourkarkaragh
Saeid Mohammadpourkarkaragh (en persa: سعید محمدپور‎, Ardabil, 3 de marzo de 1993) es un halterófilo iraní.

## Resultados
| Año                        | Lugar                 | Peso             | Récord (kg) / Posición | Récord (kg) / Posición | Récord (kg) / Posición |
| Año                        | Lugar                 | Peso             | Snatch                 | Cl&Jerk                | Total                  |
| Juegos Olímpicos           | Juegos Olímpicos      | Juegos Olímpicos | Juegos Olímpicos       | Juegos Olímpicos       | Juegos Olímpicos       |
| -------------------------- | --------------------- | ---------------- | ---------------------- | ---------------------- | ---------------------- |
| 2012                       | Londres, Gran Bretaña | 94 kg            | 183 / 4                | 219 / 6                | 402 /                  |
| Campeonato Mundial         |                       |                  |                        |                        |                        |
| 2011                       | París, Francia        | 94 kg            | 181 / 4                | 221 /                  | 402 /                  |
| Campeonato Mundial Juvenil |                       |                  |                        |                        |                        |
| 2010                       | Sofía, Bulgaria       | 94 kg            | Sin Marca              | 187 / 7                | Sin Marca              |
| 2011                       | Penang, Malasia       | 94 kg            | 175 /                  | 210 /                  | 385 /                  |
| 2012                       | Antigua, Guatemala    | 94 kg            | 178 /                  | 215 /                  | 393 /                  |
| Campeonato Mundial Juvenil |                       |                  |                        |                        |                        |
| 2009                       | Chiang Mai, Tailandia | 85 kg            | 142 /                  | 174 /                  | 316 /                  |